# Transformada de Abel
En matemáticas, la transformada de Abel, llamada así por Niels Henrik Abel, es una transformada integral frecuentemente usada en el análisis de funciones de simetría esférica o axial. La transformada de Abel de una función f(r) está dada por:
{\displaystyle F(y)=2\int _{y}^{\infty }{\frac {f(r)r\,dr}{\sqrt {r^{2}-y^{2}}}}.}
Si f(r) tiende a cero más rápidamente que 1/r, la transformada inversa de Abel viene dada por
{\displaystyle f(r)=-{\frac {1}{\pi }}\int _{r}^{\infty }{\frac {dF}{dy}}\,{\frac {dy}{\sqrt {y^{2}-r^{2}}}}.}
En análisis de imágenes, se usa una transformada de Abel para proyectar una función de emisión ópticamente delgada y de simetría axial sobre un plano. La transformada inversa se usa para calcular la función de emisión, dada una cierta proyección (ej. un escaneo o una fotografía) de esta función.
Recientemente la transformada inversa de Abel (y sus variantes) se ha convertido en la piedra angular del análisis de datos de imágenes tipo fotón/fragmento/ion (photofragment-ion imaging) y fotón/electrón (photoelectron imaging). Entre las más notables extensiones recientes de la transformada inversa de Abel están los métodos Onion Peeling y BAsis Set Expansion (BASEX) para análisis de imágenes tipo fotón/electrón y fotón/ion.

## Interpretación geométrica

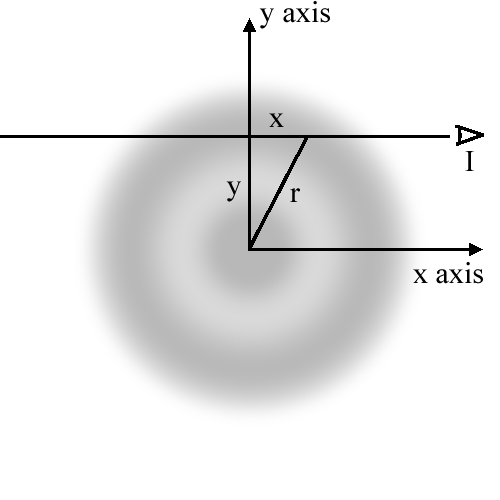
Una interpretación geométrica de la transformada de Abel en dos dimensiones. Un observador (I) mira a lo largo de la línea paralela al eje x a una distancia y sobre el origen. Lo que el observador mira es la proyección (i.e. la integral) de la función de simetría circular f(r) a lo largo de la línea de visión. La función f(r) está representada en gris en ésta figura. Se supone que el observador está a distancia infinita del origen de manera que los límites de integración son ±∞.

En dos dimensiones, la transformada de Abel F(y) puede ser interpretada como la función de simetría circular f(r) a lo largo de un conjunto de líneas de visión, las cuales están a una distancia y desde el origen. En referencia a la figura de la derecha, el observador (I) verá:
{\displaystyle F(y)=\int _{-\infty }^{\infty }f({\sqrt {x^{2}+y^{2}}})\,dx}
donde f(r) es la función de simetría circular representada en gris en la figura. Se asume que el observador está en x = ∞ de manera que los límites de integración son ±∞ y todas las líneas de visión son paralelas al eje x.
Notando que el radio r se relaciona con x y con y via r2 = x2 + y2, se sigue que:
{\displaystyle dx={\frac {r\,dr}{\sqrt {r^{2}-y^{2}}}}.}
El intervalo de integración en r no pasa por cero, y ya que ambos f(r) y la expresión de arriba para dx son funciones pares, podemos escribir:
{\displaystyle \int _{-\infty }^{\infty }f(r)dx=2\int _{0}^{\infty }f(r)\,dx,\;\;r={\sqrt {x^{2}+y^{2}}}.}
Substituyendo la expresión paradx en términos de ry reescribiendo los límites de integración acordemente, resulta la transformada de Abel.
La transformada de Abel puede extenderse a dimensiones más altas. La extensión a tres dimensiones es de particular interés. Si tenemos una función de simetría axial f(ρ,z)
donde ρ2 = x2 + y2 es el radio cilíndrico, entonces podríamos querer saber la proyección de esa función sobre el plano paralelo al eje z. Sin pérdida de generalidad, podemos escoger el plano yz de manera que:
{\displaystyle F(y,z)=\int _{-\infty }^{\infty }f(\rho ,z)\,dx=2\int _{y}^{\infty }{\frac {f(\rho ,z)\rho \,d\rho }{\sqrt {\rho ^{2}-y^{2}}}}}
la cual es justo la transformada de Abel de f(ρ,z) en ρ y y.
La simetría esférica es un tipo particular de simetría axial. En este caso,
tenemos la función f(r) donde r2 = x2 + y2 + z2.
La proyección sobre, digamos el plano yz, será circularmente simétrica y 
expresable como F(s) donde s2 = y2 + z2. Efectuando la integración, tenemos:
{\displaystyle F(s)=\int _{-\infty }^{\infty }f(r)\,dx=2\int _{s}^{\infty }{\frac {f(r)r\,dr}{\sqrt {r^{2}-s^{2}}}}}
lo cual es también la transformada de Abel de f(r) en r y s.

## Verificación de la transformada inversa de Abel
Asumiendo que f es continua y diferenciable en todo punto y que f, f' tienden a cero más rápido que 1/r, podemos hacer {\displaystyle u=f(r)} y {\displaystyle v={\sqrt {r^{2}-y^{2}}}}. Integrando por partes se tendrá:
{\displaystyle F(y)=-2\int _{y}^{\infty }f'(r){\sqrt {r^{2}-y^{2}}}\,dr.}
Diferenciando formalmente,
{\displaystyle F'(y)=2y\int _{y}^{\infty }{\frac {f'(r)}{\sqrt {r^{2}-y^{2}}}}\,dr.}
Ahora, substituyendo esto en la fórmula de la transformada inversa de Abel:
{\displaystyle -{\frac {1}{\pi }}\int _{r}^{\infty }{\frac {F'(y)}{\sqrt {y^{2}-r^{2}}}}\,dy=\int _{r}^{\infty }\int _{y}^{\infty }{\frac {-2y}{\pi {\sqrt {(y^{2}-r^{2})(s^{2}-y^{2})}}}}f'(s)\,dsdy.}
Por el Teorema de Fubini, la última integral es igual a:
{\displaystyle \int _{r}^{\infty }\int _{r}^{s}{\frac {-2y}{\pi {\sqrt {(y^{2}-r^{2})(s^{2}-y^{2})}}}}\,dyf'(s)\,ds=\int _{r}^{\infty }(-1)f'(s)\,ds=f(r).}

## Relación con otras transformadas integrales

### Relación con las transformadas de Fourier y Hankel
La transformada de Abel es un miembro del ciclo FHA de operadores integrales. Por ejemplo, en dos dimensiones, si definimos A como el operador transformada de Abel, F como el operador transformada de Fourier y H como el operador transformada de Hankel de orden cero, entonces, un caso especial del Teorema de proyección-rebanada para funciones de simetría circular establece que:
{\displaystyle FA=H.\,}
En otras palabras, aplicando la transformada de Abel a una función 1-dimensional y luego aplicando la transformada de Fourier resulta ser lo mismo que aplicar la transformada de Hankel a esa función. Este concepto puede extenderse a más dimensiones.

### Relación con la transformada de Radon
La tranformada de Abel es una proyección de f(r) a lo largo de un eje particular. La transformada de Radon 2-dimensional nos da la transformada de Abel no sólo como función de la distancia a lo largo del eje de visión, sino también como función del ángulo de éste eje.